# Prix René-Gabriel
Le prix René-Gabriel, créé en hommage à René Gabriel (1890-1950), est un prix décerné chaque année jusqu'à la fin des années 1970 à un créateur de mobilier moderne de série, dans une gamme qualitative et économique.

## Histoire
Les archives du prix René-Gabriel, de 1951 à 1976, ont été déposées dans le fonds de la Société d'encouragement à l'art et à l'industrie (SEAI) qui est à l'initiative de cet évènement en collaboration avec les organisateurs du Salon des arts ménagers. 
Bien qu'il soit décerné plus irrégulièrement après 1976 et à la suite de la dissolution de la SEAI, ce prix a longtemps été considéré comme l'un des plus prestigieux dans le design du meuble, équivalent français du prix Compasso d'Oro.
Passé dans un oubli relatif depuis les années 1980, le prix René-Gabriel est aujourd'hui remplacé par le prix du Créateur de l'année du Salon du meuble (remis depuis 1983).

## Liste des lauréats
| Année | Designer                              | Éditeur        | Activité                         |
| ----- | ------------------------------------- | -------------- | -------------------------------- |
| 1950  | Marcel Gascoin                        | A.C.M.S.       | architecte, créateur de modèle   |
| 1951  | Henri Meyer                           | Mobilier 1.2.3 | créateur de modèle               |
| 1952  | René-Jean Caillette                   | Charron        | créateur de modèle               |
| 1953  | Robert et Jacques Perreau             | I.G.A.M.       | créateur de modèle               |
| 1954  | Jacques Hauville                      | B.E.M.A.       | créateur de modèle               |
| 1955  | Roger Landault                        | ABC            | créateur de modèle               |
| 1956  | Pierre Gautier-Delaye                 | « Week-end »   | créateur de modèle               |
| 1957  | Joseph-André Motte                    | -              | créateur de modèle               |
| 1958  | Emile Seigneur                        | Seigneur       | créateur de modèle               |
| 1959  | André Simard                          | -              | créateur de modèle               |
| 1960  | Pierre Paulin                         | Artifort       | designer de mobilier             |
| 1961  | Antoine Philippon et Jacqueline Lecoq | -              | designers de mobilier            |
| 1962  | André Monpoix                         | -              | designer de mobilier             |
| 1963  | Michel Mortier                        | -              | designer de mobilier             |
| 1964  | Alain Richard                         | -              | designer de mobilier             |
| 1965  | Pierre Guariche                       | -              | designer de mobilier             |
| 1966  | Georges Frydman                       | éditions EFA   | designer de mobilier             |
| 1967  | Étienne Fermigier                     | -              | designer de mobilier             |
| 1968  | Louis Paolozzi                        | Zoladz         | designer de mobilier             |
| 1969  | Roger Fatus                           | -              | designer de mobilier             |
| 1970  | Marc Berthier                         | « Ozoo »       | designer de mobilier             |
| 1971  | Christian Adam                        | -              | designer de mobilier             |
| 1972  | Michel Ducaroy                        | Ligne Roset    | designer de mobilier             |
| 1973  | Roland Haeusler                       | -              | designer de mobilier             |
| 1974  | Olivier Mourgue                       | -              | designer de mobilier             |
| 1975  | Fabien Vienne                         | -              | designer de mobilier             |
| 1976  | Daniel Pigeon                         | -              | designer de mobilier             |
| 1977  | Michel Boyer                          | -              | architecte d’intérieur, designer |
| 1983  | Jean-Pierre Khalifa                   | -              | architecte d’intérieur           |
| 1988  | Michel Cadestin                       | Airborne       | designer de mobilier             |
| 1990  | Pascal Mourgue                        | -              | designer de mobilier             |